# Đakovo (Croatie)
Pour les articles homonymes, voir Đakovo.
Đakovo (parfois orthographié Djakovo) est une ville et une municipalité située en Slavonie, dans le Comitat d'Osijek-Baranja, en Croatie. Au recensement de 2001, la municipalité comptait 30 092 habitants, dont 96,49 % de Croates et la ville seule comptait 20 912 habitants.

## Histoire
Au cours des époques, le nom de la ville a varié : Dyaco, Diaco, Dyacow, Jakova, Diakovar…
De nombreux objets archéologiques trouvés dans la ville de Djakovo et dans ses environs, particulièrement lors des fouilles menées en 1997, attestent d'une production importante de la ville au Néolithique (environ 5500 av. J.-C.).
Djakovo est mentionnée pour la première fois dans un document écrit en 1239 par lequel le prince Coloman donne à l'évêque Ponsi la suzeraineté sur Đakovo et sa région. De cette époque date l'implantation des évêques à Djakovo. La ville est encore aujourd'hui une ville épiscopale, siège de l'évêché de Djakovo-Syrmie. La ville est conquise par les Turcs ottomans en 1536, et le reste sous leur domination pendant 150 ans, sous le nom de Jakova. Durant cette époque sombre pour la ville, les églises sont détruites et des mosquées bâties à la place, dont la plus connue est celle de Ibrahim Pasha. 
L'évêché revient dans la ville en 1690 et une petite cathédrale est bâtie. Djakovo devient en 1773 le siège de l'évêché de Bosnie - Djakovo et Syrmie. 
En 1805, lors de l'invasion de l'Autriche-Hongrie par Napoléon, un troupeau de chevaux Lipizzan est évacuée sur la commune.
Josip Juraj Strossmayer est nommé évêque de la ville en 1849, et, grâce aux revenus importants de l'évêché à cette époque (il dispose alors de 70 000 acres (280 km2) de pâturages, de terres arables, de vignes et de forêts, ainsi que d'élevages de chevaux et d'un important cheptel, ce qui génère un revenu annuel de 150 000 à 300 000 forints hongrois), il décide de construire une nouvelle cathédrale - la cathédrale Saint-Pierre - dont la réalisation commence en 1866.
Puis, la région fait partie du Royaume de Croatie-Slavonie et des Pays de la Couronne de saint Étienne. 
En 1941-1942, l'agglomération, part de l'État indépendant de Croatie, abrite le camp de concentration de Dakovo (en), principalement à destination des Juifs, mais aussi de minorités serbes. 
Le maire de la ville est actuellement (2007) Zoran Vinković (SDP).

## Géographie

### Données générales
La superficie de la ville est de 170 km2, dont 13 505 ha de terres agricoles et 2 044 ha de forêts.

## Culture  et tourisme
La ville compte actuellement[Quand ?] trois écoles primaires, trois collèges-lycées et une faculté catholique de théologie.
La cathédrale Saint-Pierre fut commencé du temps de l'évêque Josip Juraj Strossmayer en 1866 et sa construction fut achevée en 1882. Elle a été construite dans un style romano-gothique avec des pierres venues d'Istrie, de Hongrie, d'Autriche, d'Italie et de France. Les plans de la cathédrale furent à Pécs, chez Karlo Rősner et Fridrich Schmidt. 
Les autres monuments intéressants sont le palais de l'évêque qui est, en fait, un château, le séminaire, l'église de tous les Saints, les haras, le musée de la région de Djakovo, le couvent des sœurs de la Sainte-Croix et le musée Strossmayer.
Au cours de l'année se déroulent également : le Carnaval des Đakovački Bušari (masques) en février, le festival folklorique de Đakovački Vezovi fin juin - début juillet, le Festival gastronomique et le Festival des chansons et danses des vieilles villes à la fin novembre.

## Localités
La municipalité de Đakovo compte neuf localités : 
| - Budrovci - Đakovo - Đurđanci - Ivanovci Gorjanski - Kuševac | - Novi Perkovci - Piškorevci - Selci Đakovački - Široko Polje |

## Jumelages
La ville de Đakovo est jumelée avec :
- Makarska (Croatie)
- Kirchenthumbach (Allemagne)
- Malgersdorf (Allemagne)
- Ravne na Koroškem (Slovénie)
- Sinj (Croatie)
- Tomislavgrad (Bosnie-Herzégovine)

## Galerie

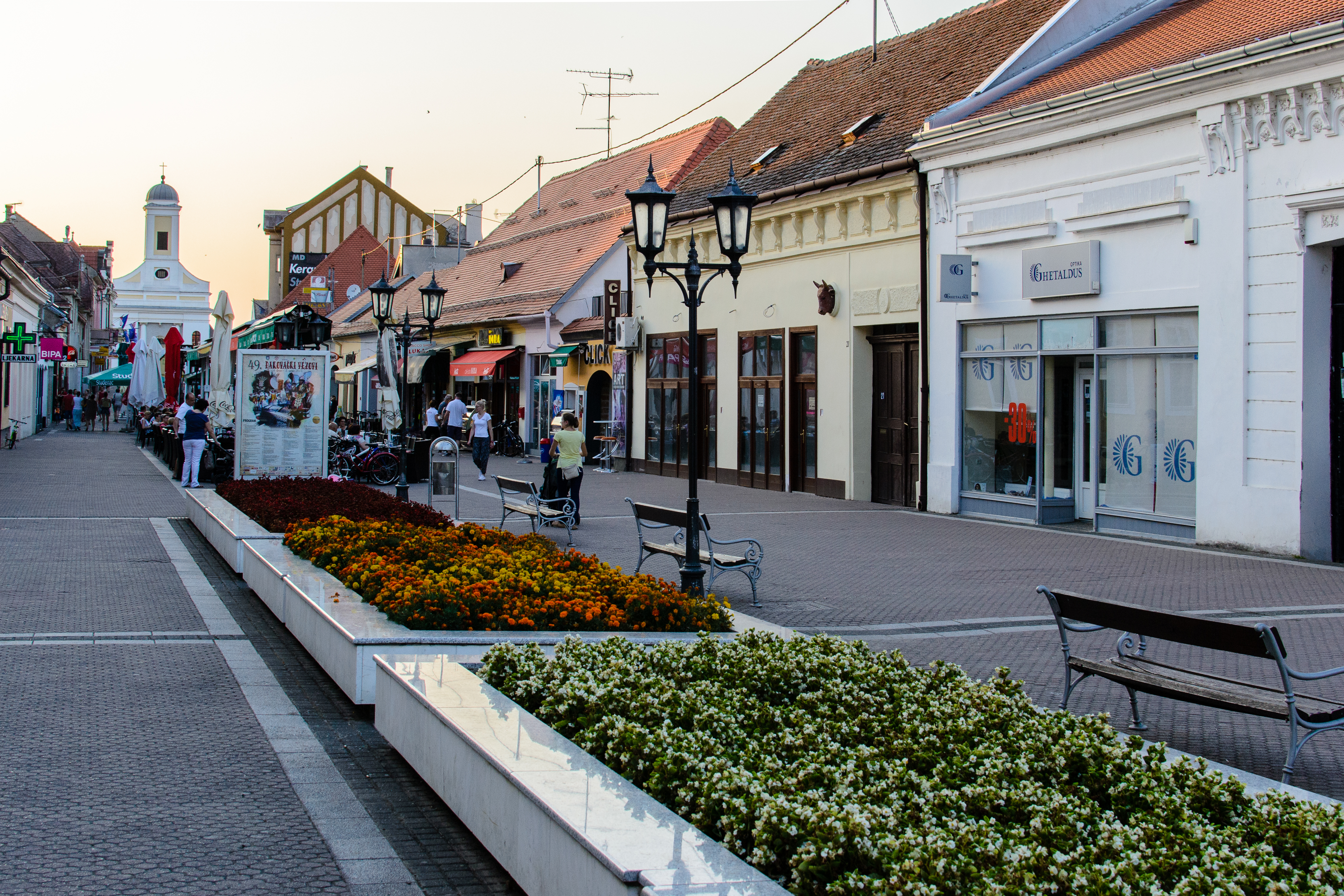
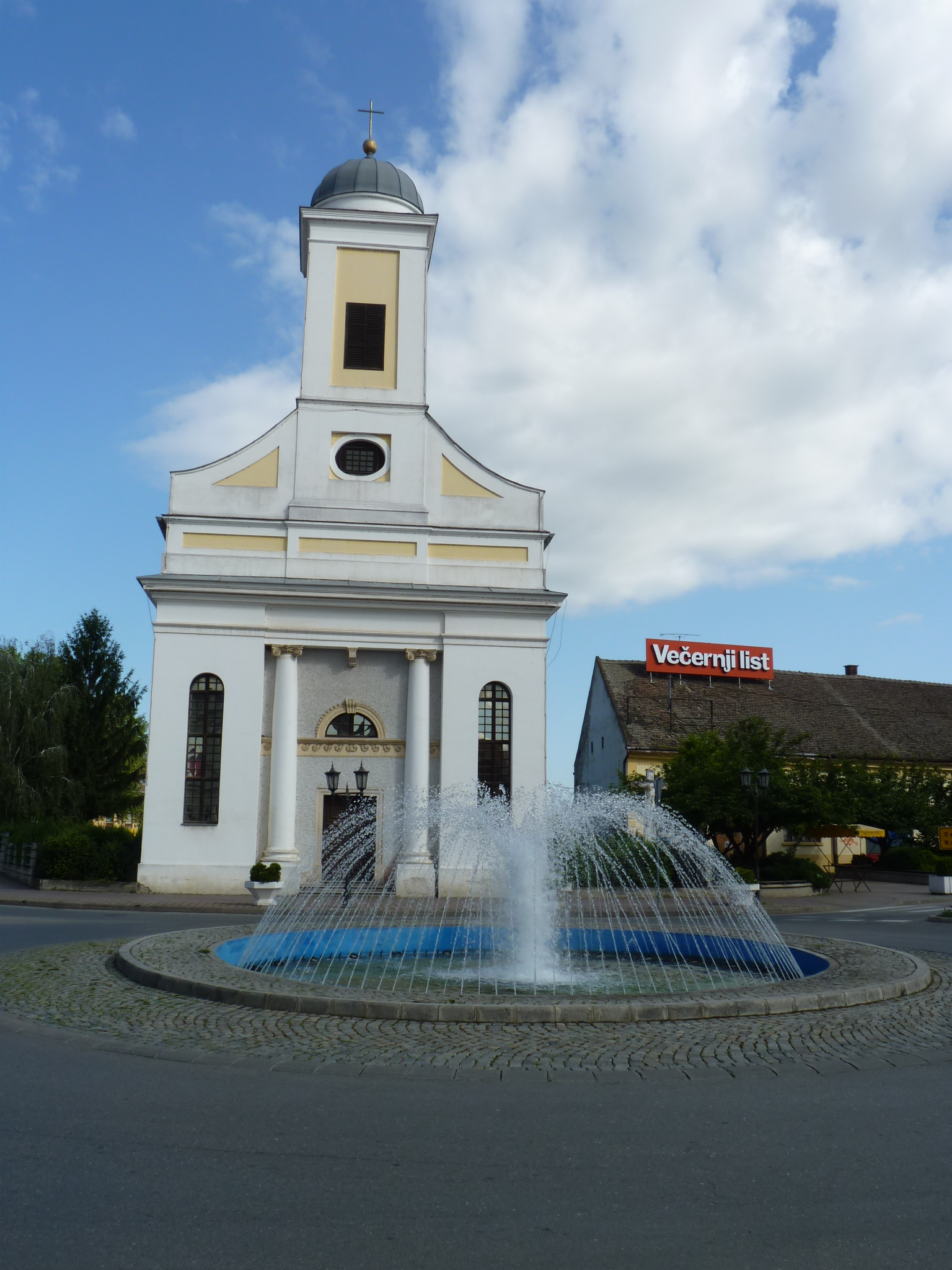
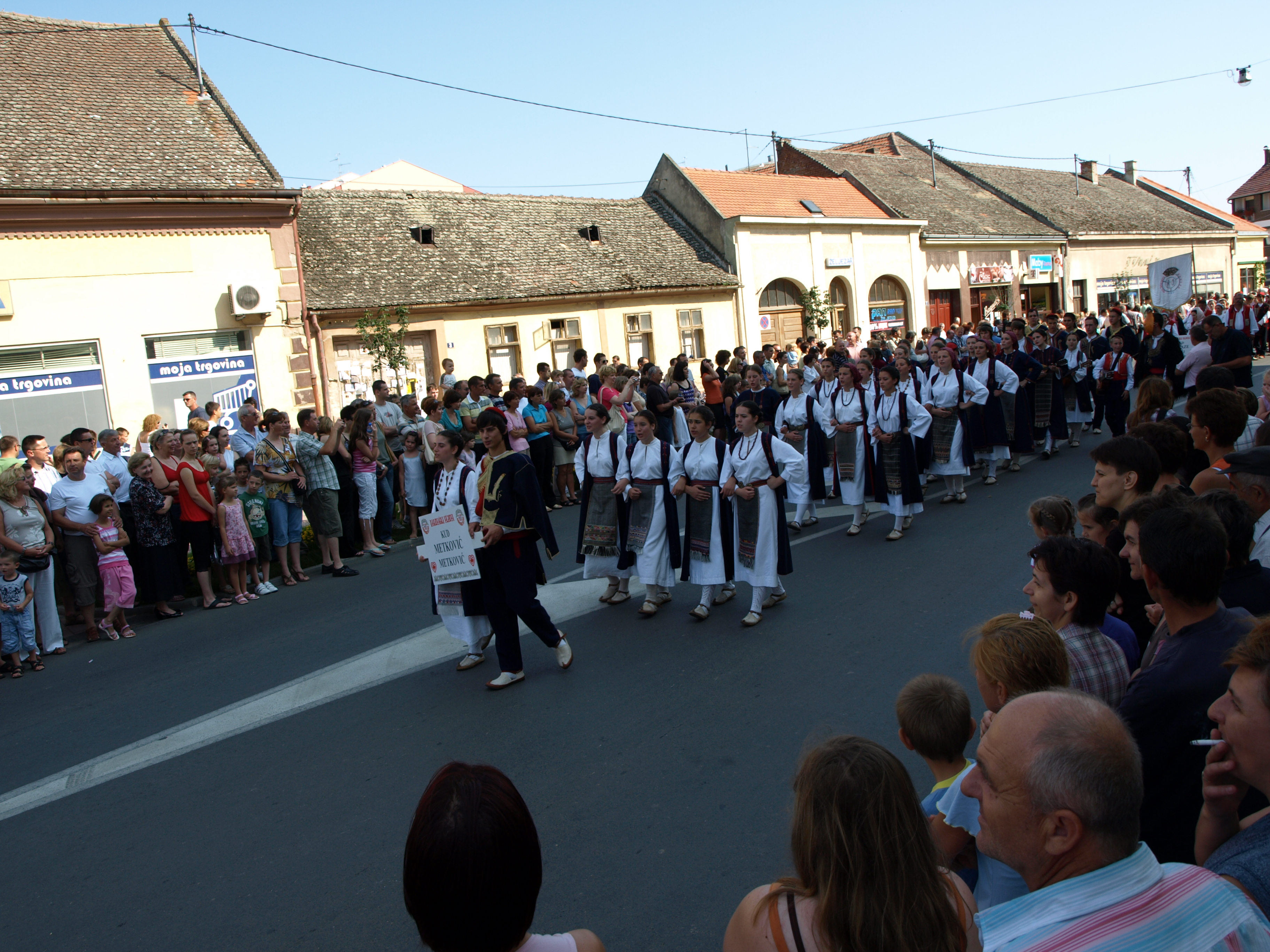